# Bill Haslam
William Edward Haslam, detto Bill (Knoxville, 23 agosto 1958), è un politico statunitense, governatore del Tennessee dal 2011 al 2019.
È figlio dell'imprenditore Jim Haslam, fondatore della compagnia aerea Pilot Flying J nel 1958 col nome di Pilot Oil Corporation e il fratello di Jimmy Haslam, proprietario dei Cleveland Browns della National Football League.